# 2006 QR180
2006 QR180, também escrito como 2006 QR180, é um objeto transnetuniano que está localizado no Cinturão de Kuiper, uma região do Sistema Solar. Ele possui uma magnitude absoluta de 7,8 e tem um diâmetro estimado com 121 km.

## Descoberta
2006 QR180 foi descoberto no dia 21 de agosto de 2006.

## Órbita
A órbita de 2006 QR180 tem uma excentricidade de 0,139 e possui um semieixo maior de 40,468 UA. O seu periélio leva o mesmo a uma distância de 34,861 UA em relação ao Sol e seu afélio a 46,075 UA.